# Matti Markkanen
Matti Markkanen (Kuopio, Savònia del Nord, 14 de maig de 1887 – Vieremä, 2 d'abril de 1942) va ser un gimnasta finlandès que va competir durant els primers anys del segle xx.
El 1908 va prendre part en els Jocs Olímpics de Londres, on va guanyar la medalla de bronze en la prova del concurs complet per equips.